# De vijand
De vijand is een hoorspel van Ernst A. Ekker. Het werd vertaald en bewerkt door Frits Enk. De NCRV zond het uit op vrijdag 1 mei 1970. De regisseur was Ab van Eyk. De uitzending duurde 15 minuten.

## Rolbezetting
- Joost Fontaine (de jongen)

## Inhoud
Deze gedramatiseerde vertelling voert ons terug naar de laatste dagen van de Tweede Wereldoorlog. De jongen die het verhaal doet, heeft in zijn dorpje ergens in Duitsland eindeloos horen praten over “de vijand”. Wie of wat dat is, weet hij niet. Misschien een veelkoppige draak. Die is rood, omdat hij te maken heeft met Stalin. Ook met Churchill, maar die is - vreemd genoeg - zwart. De vijand luistert overal mee. Hij laat sirenes loeien en laat de mensen doodgaan. Er is één volk, één rijk en één Führer en dus moet je de vijand haten. Op een goeie dag hoort de jongen zeggen dat het vrede is. Hij ziet een paar lachende mannen in vreemde uniformen. Waar is de vijand nu? De jongen loopt door, op weg naar een ander dorp. En dat wordt zijn ongeluk…